# 貝爾克里克四號鎮區 (阿肯色州瑟西縣)
貝爾克里克四號鎮區（英語：Bear Creek No.4 Township）是位於美國阿肯色州瑟西縣的一個行政鎮區。

## 地方資料
根據2010年美國人口普查的數據，貝爾克里克四號鎮區的面積為121.29平方千米，當中陸地面積為120.84平方千米，而水域面積為0.45平方千米。當地共有人口989人，而人口密度為每平方千米8人。